# Acraea alcippoides
Acraea alcippoides är en fjärilsart som beskrevs av Le Doux 1923. Acraea alcippoides ingår i släktet Acraea och familjen praktfjärilar. Inga underarter finns listade i Catalogue of Life.